# Апаресида де Гојанија
Апаресида де Гојанија (порт. Aparecida de Goiânia) град је у Бразилу у савезној држави Гојас. Према процени из 2007. у граду је живело 475.303 становника.

## Становништво
Према процени из 2007. у граду је живело 475.303 становника.
| 1991.   | 2000.   |
| ------- | ------- |
| 178,483 | 336,392 |